# 藤木清子
藤木 清子（ふじき きよこ、生没年不詳）は、俳人。1933年、後藤夜半主宰の「蘆火」に水南女（みなじょ）の号で投句、「蘆火」終刊後「天の川」「京大俳句」等に投句。1935年、日野草城の「旗艦」創刊より参加。1936年9月より清子の俳号を用いる。「ひとりゐて刃物のごとき昼とおもふ」「しろい晝しろい手紙がこつんと来ぬ」「戦死せり三十二枚の歯をそろへ」などの作があり、数少ない女性の新興俳人の一人であったが、1940年を最後に句の発表を止め、以後消息不明となった。再婚の際、俳句を止めることが条件であったためという。2012年、宇多喜代子の編集により全句集『ひとときの光芒』が沖積舎から刊行されている。